# Тайм (компания)
Time Inc. (Тайм) е най-големият издател на списания в САЩ и Великобритания, и третият по големина издател в Мексико. Time Inc. издава над 100 заглавия, сред които са най-популярните списания в света. Компанията също си сътрудничи с над 60 уебсайта и дигитални публикации, включително MyRecipes, Extra Crispy, TheSnug, HelloGiggles и MIMI.
На 10 януари 1990 г. Time Inc. се обединява с Warner Communications и образува Time Warner (сега Warner Bros. Discovery). Това сливане продължава до 9 юни 2014 г., когато те се разделят.
На 11 февруари 2016 г. Time Inc. обявява, че купува Viant, собственика на MySpace.
През 2018 г. медийната компания Meredith Corporation придобива Time Inc. за 2,8 млрд. щ.д. След това Meredith е придобита от IAC и се слива с Dotdash, за да образува Dotdash Meredith три години по-късно, като по този начин IAC придобива повечето от бившите активи на Time Inc.

## Издания
| - All You - Coastal Living - Cottage Living - Cooking Light - CNNMoney.com - Entertainment Weekly - FanNation - Fortune - Fortune Small Business - Golf Magazine | - Grupo Editorial Expansión - Health - In Style - IPC Media - Money - My Home Ideas - My Recipes - People - People en Español - People StyleWatch | - Real Simple - Southern Accents - Southern Living - Sports Illustrated - Sports Illustrated Kids - Sunset - This Old House - TIME - Time for Kids - TIME Style & Design | - Business 2.0 - Life - NME - Wallpaper* - Essence |